# ピオトル・ヴィタシク
ピオトル・ヴィタシク（Piotr Witasik 、1992年12月4日 - ）は、ポーランド・ベウハトゥフ出身のサッカー選手。コトヴィツァ・コウォブジェク所属。ポジションは、ディフェンダー。

## 来歴
2020年8月9日、2020-21シーズンのスタル・スタロヴァ・ヴォラの主将に就任することが発表された。

## タイトル
GKSベウハトゥフ
- Iリガ: 2013-14[2]